# علم النبات
علم النبات، المعروف أيضًا بعلم النباتات، هو فرع من العلوم الطبيعية وعلم الأحياء الذي يدرس النباتات، خاصةً تشريحها وتصنيفها وبيئتها. عالِم النبات، أو عالِم النباتات، هو عالم متخصص في هذا المجال. في الوقت الحاضر، يدرس علماء النبات (بالمعنى الدقيق) حوالي 410,000 نوع من النباتات الجنينية، بما في ذلك حوالي 391,000 نوع من النباتات الوعائية (منها حوالي 369,000 نوع من النباتات المزهرة) وحوالي 20,000 نوع من النباتات الطحلبية.
نشأ علم النبات في عصور ما قبل التاريخ نتيجةً لمحاولات الإنسان الأول التعرف على النباتات التي تصلح للأكل أو تلك السامة أو التي تحمل فوائد طبية، مما جعله واحدًا من أوائل المجالات البحثية التي اهتم بها البشر.
وتطورت وسائل دراسة النباتات بشكل كبير خلال القرنين التاسع عشر والعشرين، حيث استُخدمت تقنيات حديثة مثل المجهر البصري لدراسة الخلايا الحية، والمجهر الإلكتروني للتفاصيل الدقيقة، وتحليل عدد الكروموسومات، ودراسة كيمياء النباتات وبنية ووظائف الإنزيمات والبروتينات. وفي العقود الأخيرة من القرن العشرين، اعتمد علماء النبات على تقنيات التحليل الوراثي الجزيئي مثل علم الجينوم وعلم البروتيوميات وتحليل تسلسل الحمض النووي، مما ساهم في تصنيف النباتات بدقة أكبر.
وتوسع علم النبات الحديث ليشمل إسهامات متنوعة من معظم مجالات العلوم والتكنولوجيا. واشتملت موضوعات البحث على دراسة بنية النبات ونموه وتمايزه وتكاثره، إضافة إلى كيميائه الحيوية، وعملياته الاستقلابية الأساسية، ومنتجاته الكيميائية، وتطوره، وأمراضه، وعلاقاته التطورية، وتصنيفه. ويُعَد علم الوراثة الجزيئي وعلم التغيرات الجينية من أبرز موضوعات القرن الحادي والعشرين، حيث تُبحث فيهما آليات التحكم في التعبير الجيني أثناء تمايز الخلايا والأنسجة النباتية.
وتشمل تطبيقات الأبحاث النباتية الحديثة توفير الأغذية الأساسية، وإنتاج المواد مثل الأخشاب والزيوت والمطاط والألياف والأدوية. كما تمتد هذه التطبيقات إلى مجالات البستنة والزراعة وإدارة الغابات، وإكثار النباتات وتهجينها وتعديلها وراثيًا، بالإضافة إلى توليف المواد الكيميائية والمواد الخام للبناء وإنتاج الطاقة، وإدارة الموارد البيئية، والحفاظ على التنوع الحيوي.

## في العصور القديمة
جمعت شعوب ما قبل التاريخ النباتات الفطرية للأكل واستعملوا النباتات في بناء المأوى. وبدأ الناس في منطقة الهلال الخصيب حوالي سنة 8,000 قبل الميلاد بالاعتماد على النباتات المزروعة لتلبية معظم احتياجاتهم من الغذاء. كما استعمل شعوب ما قبل التاريخ النباتات بمثابة دواء.
في عهد الإغريق، ارتبط علم النبات بعلم الطب بسبب استعانتهم بكثير من الأعشاب والنباتات في معالجة مختلف الأمراض، وانتقل هذا لغيرهم من الشعوب بعدهم. قام الإغريق بإجراء أول دراسات علمية للنباتات، فقد جمع الفيلسوف اليوناني أرسطو الذي عاش في القرن الرابع قبل الميلاد، معلومات عن معظم النباتات المعروفة آنذاك في العالم. وكان تلميذه ثيوفراستوس أول من حاول تصنيف تلك النباتات وتسميتها، وذلك على أساس أشكالها وطرائق نموها، ولهذا لُقب ثيوفراستس بأبي علم النبات.
وفي عهد الرومان جمع بلينيوس الأكبر كل معارف عصره المتصلة بالنبات في كتابه الضخم (التاريخ الطبيعي). وسجل بليني الأكبر، وهو عالم تاريخ طبيعي روماني وكاتب عاش في الفترة من سنة 23 إلى 79م، العديد من الحقائق عن النباتات في مرجعه المكون من 37 مجلدًا والمسمى بالتاريخ الطبيعي. وقد خَدمت المعلومات المكتسبة من هؤلاء العلماء الدارسين كقاعدة أساس لعلم النبات لأكثر من 1000 سنة.

## في العصور الوسطى
عني العلماء المسلمون بدراسة علم النبات وجوانب منه كثيرة. ومن أشهر علمائهم في هذا الحقل ابن البيطار صاحب كتاب (الجامع في الأدوية المفردة) المعروف بمفردات ابن البيطار.

## في العصور الحديثة
بدأ تطور علم النبات الحديث خلال عصر النهضة، وهو فترة امتدت ثلاثمائة عام من تاريخ أوروبا وبدأت خلال القرن الرابع عشر الميلادي. وحفزت الاكتشافات الأوربية للعالم، خلال هذه الفترة، بدرجة كبيرة عملية دراسة علم النبات والعلوم الأخرى. واكتشف المستكشفون الرواد أنواعًا عديدة وجديدة من النباتات أحضروها إلى الدارسين لفحصها والتعرف عليها.
وبازدياد حركة التجارة، ازداد الطلب على كل أصناف المنتجات النباتية كالغذاء والألياف والأدوية والأصباغ. وقد خططت الحدائق الضخمة التي احتوت على العديد من النباتات الجديدة. ونتيجة للأعداد الزائدة من النباتات والحقائق الجديدة التي تم اكتشافها عن تلك النباتات، أثبتت النظم القديمة في تسمية وتصنيف النباتات أنها غير وافية.
خطا علم تشكل النبات خطوات هائلة خلال القرن السابع عشر الميلادي بعد ظهور المجهر المركب. وكان من أوائل العلماء، الذين لاحظوا التركيب الدقيق للنباتات، العالم مارسيلو مالبيغي من إيطاليا والإنكليزيان روبرت هوك، ونهميا غرو. وفي القرن السابع عشر بدأ البحث في علم الوظائف بالعمل الذي قام به جان باتيستا فان هلمونت الطبيب والكيميائي الفلمنكي الذي سجل ملاحظاته عن كيفية حصول النبات على نموه.
وخلال منتصف القرن الثامن عشر، قام عالم التاريخ الطبيعي السويدي كارولوس لينيوس بوضع نظام لتسمية النباتات، أصبح مقبولاً في نهاية الأمر كنظام قياسي للتصنيف. استخدم لينيوس التسمية الثنائية أو ازدواجية الاسم، وفيه يكون لكل نبات اسم مميز مكون من جزئين. وهذا النظام تم تعديله وتوسعته إلى النظام الحديث للتصنيف المستعمل الآن. لهذا يعد لينيوس مؤسس علم النبات الحديث. جعل لينيوس الشعبة وتليها، نزولاً من الأكبر إلى الأصغر، الطائفة فالرتبة ثم الجنس فالنوع .
ازدهرت دراسة علم بيئة النبات من الأبحاث التي أجريت على التوزيع الجغرافي للنباتات. فقد وضع عالم التاريخ الطبيعي والجغرافي الألماني ألكسندر فون همبولت خريطة لتوزيع النباتات في أثناء سلسلة رحلاته في كل مكان من العالم، خلال أواخر القرن الثامن عشر وأوائل القرن التاسع عشر.
وكان للأبحاث التي أجراها عالم النبات النمساوي غريغور مندل خلال النصف الثاني من القرن التاسع عشر أثر كبير على دراسة علم النبات وحقول أخرى من العلوم. وقد أسَست تجاربه على استيلاد نباتات البازلاء، القوانين الأساسية للوراثة.
وفي القرن العشرين أحدث العلماء المشتغلون بعلم الوراثة النباتي وعلم الأحياء الجزيئي اكتشافات مهمة. ضمن الأبحاث التي تمت على نبات الذرة الشامية مثلاً، وجد أن هناك مورثات معينة يمكن أن تتحرك من مكان لآخر داخل صبغيات الخلايا. وسجل هذا الاكتشاف، المعلن في سنة 1951م، إضافة كبيرة إلى مفهوم كيفية توريث النباتات وكائنات أخرى لسماتها الوراثية.
وفي سنة 1954م نجح العلماء في تهيئة البلاستيدات الخضراء (أجسام صغيرة تحوي الكلوروفيل) لتؤدي عملية التركيب الضوئي خارج خلايا النبات. وزاد هذا الاكتشاف من إمكانية إنتاج السكر وأغذية أخرى صناعيًا. وهذه الطَّريقة قد تقلل من اعتمادنا على النباتات.

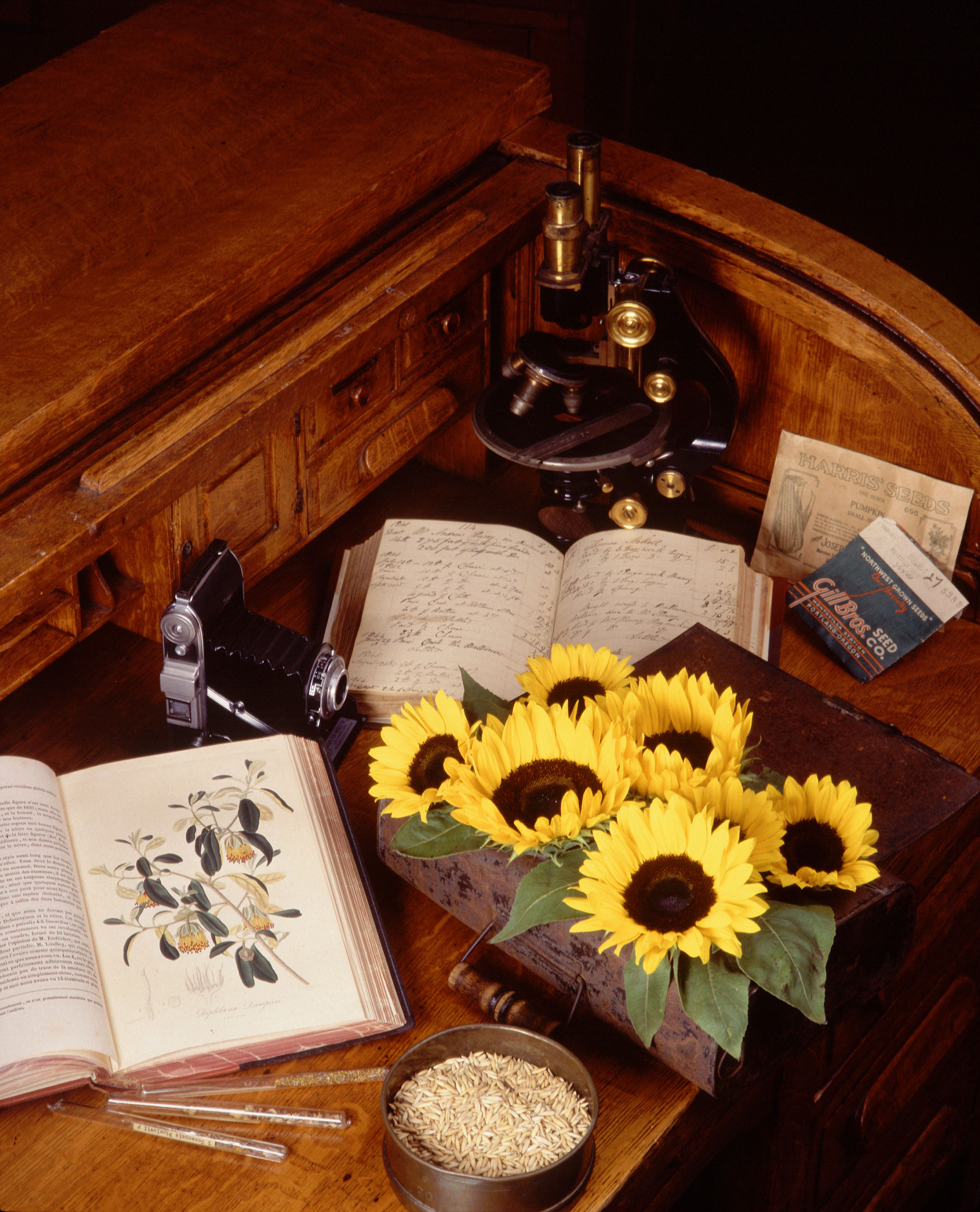
الأدوات التقليدية لعالم النبات

## طرق تصنيف النباتات
يوجد في العالم 410,000 نوع من أنواع النباتات المختلفة. وقبل دراسة أو استعمال أي نبات ما، لابد من معرفة نوع هذا النبات بالتحديد.

### أسماء النباتات
يتكون الاسم العلمي لأي نبات من كلمتين اثنتين. الكلمة الأولى هي اسم الجنس أو المجموعة التي ينتمي إليها النبات، والكلمة الأخرى هي اسم النوع أو الضرب الخاص به داخل المجموعة. من هنا فإن كل أنواع أشجار البلوط تنتمي إلى جنس البلوط كوركس وكل أنواع نباتات الورد إلى جنس الورد روزا لكن يعرف البلوط الزَنَدي باسم كوركس روبوت ويعرف البلوط الجالس باسم كوركس بترايا.
وجمع كلمة جنس، أجناس. ويمكن أن تجمع الأجناس المتقاربة، كتلك الخاصة بالورد، وهو جنس الورد، والجنس الذي ينتمي إليه التفاح، وهو جنس التفاح، بعضها مع بعض في فصيلة واحدة. وفي حالة الورد والتفاح فإنه يتم جمعهما في الفصيلة الوردية. ويمكن ضم الفصائل المتقاربة، مثل فصائل الورد والفاصوليا والكشمش، في رتبة واحدة من النباتات. وتنتمي كل هذه الفصائل الثلاث إلى رتبة الورود. وتكون رتبة الورود بدورها ضمن طائفة كاسيات البذور، والتي تضم كل النباتات الزهرية. وتنتمي النباتات الحاملة للمخاريط إلى طائفة عاريات البذور وتنتمي السراخس إلى طائفة السراخس. وكل هذه الطوائف ومعها طوائف عديدة أخرى، تصنف كنباتات وعائية لأن لها أنسجة وعائية (موصلة) تحمل المواد من جزء إلى جزء آخر في النبات.
الأسماء اللاتينية. أول ما بدأ علماء النباتات في تسمية النباتات كانت اللغة اللاتينية لغة الدارسين في كل مكان من أوروبا. وفي حين كانت الأسماء الشائعة للنباتات مختلفة في جميع البلدان، كما هو الحال الآن، حتى داخل البلد الواحد، فقد يأخذ النبات نفسه أسماء مختلفة تبعًا للمناطق المختلفة، أو قد يستعمل الاسم نفسه ليدل على نباتات مختلفة تمامًا في أنواعها. ولذا فإن الأسماء اللاتينية أكثر دقة في تحديد النبات.

## أهمية علم النبات
تحافظ النباتات على البيئة الحية. فبدون النباتات، سيزداد تركيز ثاني أكسيد الكربون في الغلاف الجوي إلى درجة تجعل الإنسان والحيوانات الأخرى تختنق. ويمكن أن توضح دراسة الحياة النباتية للناس كيفية العيش في توازن مع البيئة المحيطة. وتشمل بعض مبادئ الطبيعة كل الكائنات الحية، ولذلك فالدراسات الإضافية المقبلة للنباتات يمكن أن تزيد من فهمنا لكل صور الحياة.
وفي نهاية القرن العشرين وبداية القرن الحالي بدأ كثير من علماء النبات في استخدام تقنيات وراثية جديدة اشتملت على دراسات حول الحمض النووي الريبي منقوص الأكسجين المعروف باسم د ن أ (DNA). وقد مكنت هذه التقنيات العلماء من تعرف أنواع النباتات، وتحديد أنواع العلاقات بين هذه النباتات بصورة أكثر دقة. وصرح نفر من علماء النبات، في الغرب، بأن نظام لينيوس لتصنيف النبات غير عملي وعفا عليه الدهر. ونادت هذه الفئة بأن يعمل علماء النبات على مراجعة تسمية النباتات وتصنيفها، بل ونادت باستبدال نظام التطور النوعي للنبات بنظام تصنيف لينيوس. ويعتمد نظام التطور النوعي على علاقات التطور بين الكائنات الحية أينما وجدت.

## وصلات خارجية
- علم النبات في الحضارة الإسلامية، علوم تجريبية، موقع قصة الإسلام